# Рашчеречени
„Рашчеречени” је југословенски ТВ филм из 1977. године. Режирао га је Милан Билбија а сценарио је написала Даница Сарић

## Улоге
| Глумац                | Улога |
| --------------------- | ----- |
| Јасна Диклић          |       |
| Хранислав Рашић       |       |
| Данило Бата Стојковић |       |